# Figulus marginalis
Figulus marginalis es una especie de coleóptero de la familia Lucanidae.

## Distribución geográfica
Habita en Borneo,  Java y Sumatra en  (Indonesia).